# Liu Xiaosheng
Liu Xiaosheng (chinesisch 刘孝生; * 5. Januar 1988 in Raoping) ist ein ehemaliger chinesischer Sprinter, der sich auf den 400-Meter-Lauf spezialisiert hat.

## Sportliche Laufbahn
Erste Erfahrungen bei internationalen Meisterschaften sammelte Liu Xiaosheng im Jahr 2008, als er bei den Hallenasienmeisterschaften in Doha in 47,82 s die Goldmedaille im 400-Meter-Lauf gewann. Im Sommer startete er über diese Distanz bei den Olympischen Spielen in Peking und schied dort mit 53,11 s in der ersten Runde aus. Im Jahr darauf siegte er in 46,55 s bei den Asienmeisterschaften in Guangzhou und gewann in 3:06,60 min gemeinsam mit Zhou Jie, Cui Haojing und Wang Youxin die Silbermedaille mit der chinesischen 4-mal-400-Meter-Staffel hinter dem Team aus Japan. Anschließend siegte er mit 46,72 s auch bei den Ostasienspielen in Hongkong und gewann auch dort in 3:08,63 min die Silbermedaille hinter der japanischen Mannschaft. 2010 nahm er an den Asienspielen in Guangzhou teil und klassierte sich dort mit 46,34 s auf dem vierten Platz im Einzelbewerb und gewann in 3:03,66 min gemeinsam mit Lin Yang, Deng Shijie und Chang Pengben die Bronzemedaille in der Staffel hinter den Teams aus Saudi-Arabien und Japan. Er setzte daraufhin seine sportliche Laufbahn ohne weiteren großen Erfolge bis ins Jahr 2013 fort und beendete dann in Shenyang seine aktive sportliche Karriere im Alter von 25 Jahren.
In den Jahren von 2007 bis 2009 wurde Liu chinesischer Meister im 400-Meter-Lauf.

## Persönliche Bestzeiten
- 400 Meter: 45,79 s, 9. Juni 2007 in Suzhou
  - 400 Meter (Halle): 47,22 s, 27. Januar 2008 in Shanghai